# 가와사키 잇키
가와사키 잇키(일본어: 川﨑 一輝, 1997년 11월 8일~)는 일본의 축구 선수이다.

## 구단 경력
그는 2020년 J3리그의 가마타마레 사누키에 입단했다. 2023년까지 115경기에 출전하여, 8득점을 넣었다. 2024년 J1리그의 주빌로 이와타로 이적했다. 2024년후 J2리그에 강등했다.